# Козух, Маргарета
Маргарета Анна Козух (нем. Margareta Anna Kozuch, пол. Małgorzata Kożuch, Малгожата Кожух; 30 октября 1986, Гамбург) — немецкая волейболистка польского происхождения.

## Спортивная биография
Родилась в Гамбурге в семье польских эмигрантов Марии и Мирослава Кожух, отец спортсменки в прошлом также являлся волейболистом. В 2003 году в составе команды CVJM (ИМКА) из Гамбурга стала бронзовым призёром чемпионата молодёжной немецкой лиги, в сезоне 2003/04 дебютировала в первой бундеслиге, выступая за гамбургский «Фишбек».
В 2003 году была участницей чемпионата Европы среди девушек (5-е место), в 2004-м — молодёжного чемпионата Европы (7-е место). В 2005 году в Дрездене провела первый официальный матч за сборную Германии в рамках отборочного турнира чемпионата мира-2006, отвергнув предложение о смене спортивного гражданства и выступлениях за сборную Польши.
С 2007 года играла в Италии — начав в «Сассуоло», через год была приглашена в «Асистел». В сезоне-2008/09 успешно заменила на позиции диагональной Анну Подолец, хотя ранее была доигровщицей, выиграла с командой из Новары Кубок Европейской конфедерации волейбола и серебряные награды национального чемпионата и Кубка.
После временного ухода в пляжный волейбол Ангелины Грюн Маргарета Козух стала основным игроком нападения в сборной Германии. В 2009 году немецкая команда выиграла бронзу Гран-при и заняла 4-е место на чемпионате Европы в Польше. Маргарета Козух возглавила список самых результативных игроков континентального форума, набрав 152 очка в 8 матчах (132 в атаке, 10 на блоке, 10 с подачи при средней результативности 5,07 очка за партию и 42,2 % эффективности атаки).
По итогам 2010 года впервые была названа лучшей волейболисткой Германии. Главным турниром с участием немецкой сборной являлся чемпионат мира в Японии, на котором Козух была шестой по общей результативности. Осенью 2011 года стала новым капитаном национальной сборной и в её составе завоевала серебряную медаль и приз лучшей нападающей чемпионата Европы. На следующем континентальном первенстве, проходившем в сентябре 2013 года в Германии и Швейцарии, Козух вновь стала вице-чемпионкой. В финальном матче против сборной России она набрала 18 очков, но её команда, до этого шедшая по турниру без поражений, уступила со счётом 1:3. После игры Маргарета была награждена индивидуальным призом лучшей подающей. В 2014 году стала чемпионкой и самым ценным игроком «Монтрё Волей Мастерс».
Клубный сезон-2010/11 Маргарета Козух провела в российском клубе «Заречье-Одинцово», затем играла в Польше, Италии, Азербайджане и Китае. В августе 2015 года подписала контракт с итальянским «Казальмаджоре». В его составе выиграла Лигу чемпионов и приз лучшей диагональной «Финала четырёх» в Монтикьяри.
В 2017 году Маргарета Козух начала выступать в соревнованиях по пляжному волейболу вместе с Карлой Боргер. С апреля 2019 года её постоянной напарницей являлась олимпийская чемпионка Лаура Людвиг. 8 сентября 2019 года Козух и Людвиг стали победительницами финального этапа Мирового тура в Риме. Летом 2021 года на олимпийских Играх в Токио немецкая пара дошла до четвертьфинала, в котором уступила будущим чемпионкам — Эйприл Росс и Аликс Клайнмен из США, а после завершения Игр Козух взяла перерыв в карьере.  

## Достижения

### Со сборной
- Бронзовый призёр Гран-при (2009).
- Серебряный призёр чемпионатов Европы (2011, 2013).
- Чемпионка Евролиги (2013).

### В клубной карьере
- Серебряный призёр чемпионата Италии (2008/09).
- Финалистка Кубка Италии (2008/09).
- Чемпионка Польши (2011/12).
- Финалистка Кубка Польши (2011/12).
- Обладательница Суперкубка Италии (2012, 2015).
- Серебряный призёр чемпионата Азербайджана (2013/14).
- Серебряный призёр чемпионата Китая (2014/15).
- Победительница Лиги чемпионов (2015/16), бронзовый призёр Лиги чемпионов (2012/13).
- Обладательница Кубка CEV (2008/09).

### Личные
- Самый результативный игрок чемпионата Европы (2009).
- Лучшая нападающая чемпионата Европы (2011).
- Самый результативный игрок и лучшая нападающая «Финала четырёх» Евролиги (2013).
- Лучшая подающая чемпионата Европы (2013).
- Лучшая диагональная «Финала четырёх» Лиги чемпионов (2016).
- Лучшая волейболистка года в Германии (2010—2014).

### В пляжном волейболе
- Победительница финального этапа Мирового тура в Риме (2019).
- Бронзовый призёр этапа Мирового тура в Остраве (2018).
- Серебряный (2019, 2020) и бронзовый (2017) призёр чемпионатов Германии.